# Chaos
Chaos eller Khaos (græsk Xάος) er en antik græsk betegnelse for den mytologiske urtilstand hvorfra de første guder opstod, og hvoraf verdensordenen blev dannet. I senere kulturer har ordet skiftet betydning, og i moderne tid betyder ordet kaos snarere uorden eller tilfældighed. Indenfor religionsvidenskaben bruges chaos eller kaos som fagudtryk for en uordnet mytologisk prætilstand, der gik forud for skabelsen af det nuværende ordnede univers. 

## Mytologien
I den antikke græske kosmologi var Chaos den første, umådelige og mørke intethed, som eksisterede før alt andet, og det alt andet blev skabt af. I den pelasgiske skabelsesmyte kom Eurynome (gudinde for alt) ud af Chaos og skabte Kosmos af det. Af Orfeus blev det kaldt Mørkets livmoder, som det kosmiske æg, der indeholdt universet, kom fra. Andre steder kaldes det den Sortvingede nat. Chaos var en blanding af det, der i græsk tradition blev beskrevet som de fire elementer: jord, luft, vand og ild. En opfattelse der fx kommer til udtryk i beskrivelsen af et stykke brændende træ: her var flammerne knyttet til ilden i den, røgen til luften i den, væske og fedt var knyttet til vandet, mens asken, som blev efterladt, var jord. Chaos blev ikke nødvendigvis opfattet som en personificeret gudeskikkelse, men snarere som en tilstand.
Tre hovedbestanddele kendetegnede karakteren af Chaos:
- En bundløs afgrund, hvor alt faldt i uendelighed. Det var en radikal kontrast til jorden, der fremstår som en solid grund.
- Et sted uden mulighed for at orientere sig, og hvor alt faldt i alle retninger.
- Et sted som skiller, og som deler: Efter at jorden og himmelen var blevet delt, forblev Chaos mellem dem.

I Theogonien fra omkring 700 f.Kr. fortæller Hesiod, at Chaos var den intethed, hvoraf alting fremkom. Den første generation af væsner, Chaos' børn, var Gaia (Jorden), Tartaros (underverdenen), Nyx (nattens mørke), Erebus (underverdenens mørke) og Eros (seksuel kærlighed). Fra dem stammede lyset (Aither) og dagen (Hermera), himlen Ouranos og havet Pontos, og sammen udgjorde de ifølge Hesiod de fundamentale kosmiske guddomme.
I senere græsk filosofi blev urtidens Chaos i flere skoler forklaret som ’’virkelighedens sande fundament’’, det gælder fx filosofer som Heraklit og medlemmer af den orficistiske skole. Det var det modsatte standpunkt af den platoniske tradition og var sandsynligvis det, Aristoteles havde i tankene, da han udviklede konceptet om Prima Materia i sine forsøg på at forene platonisme med førsokratisme og naturalismen. Det var et koncept nedarvet fra teorien om alkymi.
Den romerske forfatter Ovid beskrev i sin Metamorphoses Chaos: ’’snarere en brutal og kaotisk masse, en livløs klump, uløsnet og uformet, af rystende frø og med rette kaldt Chaos’’. En beskrivelse der er nærmere den moderne betydning af ordet som fuldstændig uorden.[kilde mangler]

## Baggrund og betydning
På græsk er Χάος, almindeligvis udtalt på en måde, der svarer til ordet hus (nygræsk, koinè) eller kuer (attisk græsk), på korrekt oldgræsk var formen ['kha.os] , betydningen gabende tomrum. Det er beslægtet med verbet χαίνω (at gabe, at være helt åben, etc) og protoindoeuropæisk *ghen-, *ghn-; et ord, der også kan genfindes i engelsk chasm (kløft, afgrund) og yawn (gabe) samt oldengelsk geanian (at gabe, gispe).

## Paralleller
En lignede tanke eller forestilling om en ustruktureret urtidstilstand kan genfindes i mange mytologier fra hele verden. Fx i Mesopotamien, hvor dragen Tiamat beskrives som et kaosuhyre, af hvis lemlæstede og sønderdelte legeme guden Marduk dannede verden.  En sådan forestilling lå også bag den bibelske skabelsesberetning fra Første Mosebog. Her bliver Jorden i den tidligste tid beskrevet som et formløst mørke, med en formulering meget lig den gamle græske forestilling: Jorden var dengang tomhed og øde, der var mørke over urdybets tomrum . Den nordiske forestilling om Ginnungagap var en anden parallel.